# Marosszék
Marosszék ou siège de Maros (hongrois : Marosszék ; latin : Marusiensis sedes ; roumain : Scaunul Mureș) est un ancien territoire administratif du royaume de Hongrie et de la principauté de Transylvanie, créé au XIIIe siècle comme une composante du Pays sicule.

## Histoire
Apparu au XIIIe siècle, le Siège disparaît en 1784 lors de l'établissement des nouveaux Bezirke par l'empereur Joseph II d'Autriche, puis en 1876, après le Compromis austro-hongrois qui supprime la principauté de Transylvanie et les sièges du Pays sicule, il est intégré dans le nouveau comitat de Maros-Torda.